# Clidemia sprucei
Clidemia sprucei är en tvåhjärtbladig växtart som beskrevs av Henry Allan Gleason. Clidemia sprucei ingår i släktet Clidemia och familjen Melastomataceae. Inga underarter finns listade i Catalogue of Life.